# Anna Magnani
Anna Magnani (Roma, 7 marzo 1908 – Roma, 26 settembre 1973) è stata un'attrice italiana.
Soprannominata Nannarella, è considerata una delle maggiori interpreti femminili della storia del cinema e risulta tra le poche attrici, nonché la prima italiana, ad essere considerata in tutto il mondo una grande personalità artistica.
Attrice simbolo del cinema italiano, fu una delle figure preminenti della romanità cinematografica del XX secolo, insieme ad Alberto Sordi e Aldo Fabrizi.
Celebri le sue interpretazioni, soprattutto in film come Roma città aperta, Bellissima, Mamma Roma e La rosa tatuata. Quest'ultimo le valse nel 1956 un Oscar alla miglior attrice protagonista (la prima attrice non di lingua inglese a ricevere il premio), un premio BAFTA e un Golden Globe. La Magnani è una delle poche personalità italiane ad avere una stella nella Hollywood Walk of Fame.

## Biografia
(Anna Magnani)
Anna Magnani nacque a Roma, in via Salaria 126, nei pressi di Porta Pia (nell'odierno quartiere Nomentano), il 7 marzo del 1908. Sua madre Marina Magnani era una sarta originaria di Fano (PU) ed una ragazza madre. Dopo averla data alla luce, la madre la affidò definitivamente alle cure della nonna materna Giovanna Casadio (originaria di Ravenna) con la quale crebbe in via San Teodoro, tra il Campidoglio e il Palatino.
Non conobbe mai il padre naturale; solo da adulta, effettuando delle ricerche sull'identità del padre, venne a conoscenza delle sue origini calabresi e scoprì di essere figlia di Pietro Del Duce, giurista e nobiluomo di nascita. Disse poi, ironicamente, di essersi fermata nelle ricerche perché non voleva passare come "la figlia del Duce".
Dopo aver abbandonato la figlia, la madre emigrò ad Alessandria d'Egitto dove conobbe e sposò un ricco e facoltoso austriaco. Per questo motivo per lungo tempo si credette che la Magnani fosse nata in Egitto e solo successivamente la verità venne a galla, prima per ammissione della stessa attrice poi per le conferme del figlio Luca. 
Anna venne quindi cresciuta dalla nonna in una casa dove abitavano anche le cinque zie: Dora, Maria, Rina, Olga e Italia. L'unica presenza maschile era lo zio Romano. La nonna si impegnò a fondo per crescere e far studiare la nipotina, iscrivendola presso un collegio di suore francesi, dove però Anna rimase solo pochi mesi. Intraprese ben presto lo studio del pianoforte e si iscrisse al Liceo Musicale Santa Cecilia dove rimase per due anni. Nel frattempo, si recò ad Alessandria d'Egitto in visita alla madre, ma tornò molto provata da quell'esperienza che si era rivelata molto dolorosa, perché tra loro non si è mai creato quel rapporto affettuoso madre-figlia che sempre le era mancato.
Rientrata a Roma, decise di abbandonare lo studio della musica che non la soddisfaceva pienamente e si indirizzò verso la recitazione.

### Esordi

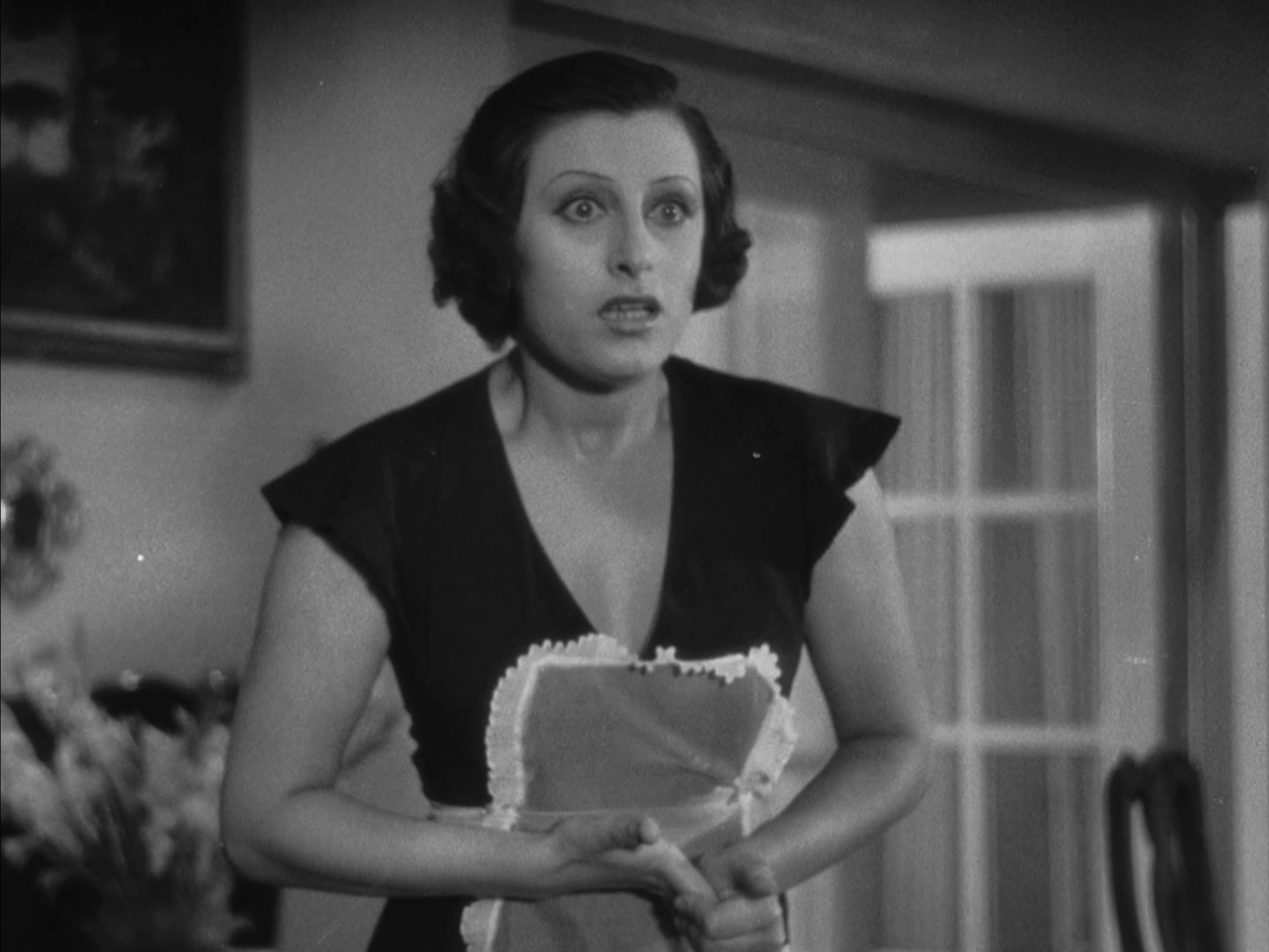
Anna Magnani nel film Tempo massimo (1934) di Mario Mattoli

Nel gennaio 1927 iniziò a frequentare con Paolo Stoppa la scuola di arte drammatica Eleonora Duse, diretta da Silvio D'Amico, avendo come insegnante Ida Carloni Talli.
D'Amico capì subito la forza dirompente di quella ragazzina della quale diceva: "la Scuola non poteva insegnarle molto di più di quello che ha già dentro di sé...", perché lei aveva già quel carisma che l'avrebbe resa indimenticabile. Raccontava a sua sorella (sceneggiatrice): "Ieri è venuta una ragazzina, piccola, mora con gli occhi espressivi. Non recita, vive le parti che le vengono assegnate. È già un'attrice...".
Tra il 1929 e il 1932 fece parte della compagnia Vergani-Cimara, diretta da Dario Niccodemi.
Nei primi anni trenta si cimentò anche nel doppiaggio: è sua la voce di Joan Crawford nell'edizione italiana di Pioggia.
Nel 1932 Anna Magnani e Paolo Stoppa si ritrovarono a lavorare insieme nella compagnia di Antonio Gandusio che ben presto si innamorò di lei e ne apprezzò a tal punto le qualità da spingerla a tentare la strada del cinema. 
Nel 1934 passò alla rivista accanto ai fratelli De Rege lavorando, dal 1941, in una fortunata serie di spettacoli con Totò. 
Nel 1944 recitò nella rivista Cantachiaro di Franco Monicelli, Italo De Tuddo, Garinei e Giovannini e nel 1945 in Soffia so'...
Il suo esordio cinematografico avvenne ne La cieca di Sorrento (1934) di Nunzio Malasomma. 
Il 3 ottobre 1935 sposò il regista Goffredo Alessandrini, con cui nel 1936 girò Cavalleria, dal quale si separò nel 1940, divorziando nel 1972.
Nel 1938 prese parte al film La principessa Tarakanova di Mario Soldati, dove non recitò con la propria voce, ma venne doppiata da Marcella Rovena.

### Successo
Dopo numerosi film in cui interpretava parti di cameriera o cantante, riuscì a imporsi per le sue eccezionali doti di interprete spiccatamente drammatica. 
Fu Vittorio De Sica a offrirle per la prima volta la possibilità di costruire un personaggio non secondario: quello di Loletta Prima, artista di varietà, in Teresa Venerdì (1941). 
Recitò poi nell'avanspettacolo di Totò e interpretò il ruolo della verduraia romana in Campo de' Fiori (1943) di Mario Bonnard, accanto ad Aldo Fabrizi.
Il 23 ottobre 1942 diede alla luce il suo unico figlio, Luca Magnani, frutto di una breve relazione con l'attore Massimo Serato, che la abbandonò non appena rimase incinta. A causa della gravidanza la Magnani dovette rinunciare a girare Ossessione di Luchino Visconti, venendo sostituita da Clara Calamai. La sua decisione di chiamare il figlio con il suo cognome, proprio come la madre aveva fatto con lei, portò ad un raro caso di genealogia matrilineare in cui uno stesso cognome si protrae per addirittura tre generazioni.
Sempre nel 1942 recitò in Finalmente soli di Giacomo Gentilomo, doppiata da Tina Lattanzi. 
Ebbe ruoli importanti anche in La vita è bella di Carlo Ludovico Bragaglia e L'ultima carrozzella di Mario Mattoli, entrambi del 1943.
Raggiunse la fama mondiale nel 1945 e vinse il primo Nastro d'argento grazie all'interpretazione nel film, manifesto del Neorealismo, Roma città aperta di Roberto Rossellini (con il quale instaurò una relazione sentimentale), insieme ad Aldo Fabrizi, Marcello Pagliero e Maria Michi. Nel film la Magnani è protagonista di una delle sequenze più celebri della storia del cinema: la corsa dietro un camion tedesco nel quale è rinchiuso il marito, al termine della quale il suo personaggio (la 'Sora Pina', ispirato alla figura di Teresa Gullace) viene ucciso dai colpi di mitra dei tedeschi. 
Nello stesso anno partecipò al film Quartetto pazzo di Guido Salvini, dove fu di nuovo doppiata da Tina Lattanzi, mentre l'anno successivo prese parte al film strappalacrime-musicale Avanti a lui tremava tutta Roma di Carmine Gallone, nel quale fu doppiata, per le scene di canto lirico, dal soprano Elisabetta Barbato. 
Nello stesso periodo fu protagonista del dittico Abbasso la miseria! (1945) ed Abbasso la ricchezza! (1946), due commedie dirette entrambe da Gennaro Righelli, (la seconda interpretata accanto a Vittorio De Sica) nel quale interpretava l'esuberante Gioconda Perfetti, una fruttivendola arricchitasi in fretta con la borsa nera nella Roma dell'immediato secondo dopoguerra.

Anna Magnani nel film Abbasso la ricchezza! (1946) di Gennaro Righelli

Nel 1947 vinse il secondo Nastro d'argento e il premio per la miglior attrice alla Mostra internazionale d'arte cinematografica di Venezia per L'onorevole Angelina, film diretto da Luigi Zampa, nel quale venne affiancata da Ave Ninchi.
Nel 1948 interpretò il suo ultimo film con Roberto Rossellini prima della rottura della loro relazione, L'amore, diviso in due atti: il primo (ispirato al dramma in atto unico di Jean Cocteau La voce umana) è un lungo monologo al telefono di una donna abbandonata dal compagno; il secondo è la storia di una popolana che si concede a un giovane pastore (interpretato da un giovane Federico Fellini) credendolo San Giuseppe: per lei fu il terzo Nastro d'argento. 
Nel 1949 girò Vulcano, diretto da William Dieterle ed interpretato accanto a Rossano Brazzi e Geraldine Brooks nell'isola vicina a quella dove Rossellini stava girando Stromboli (Terra di Dio) con la nuova compagna Ingrid Bergman. Le riprese dei due film sono ricordate dalla storia del cinema come "la guerra dei vulcani".
Nel 1951 con il memorabile personaggio di Maddalena Cecconi fu l'intensa protagonista del film Bellissima di Luchino Visconti, sceneggiato da Cesare Zavattini, nel quale recitava al fianco di Walter Chiari, Corrado, Alessandro Blasetti, Tecla Scarano e una giovane Nora Ricci, e che le valse il suo quarto Nastro d'argento. 
Il quinto e ultimo Nastro d'argento le fu conferito per il film Suor Letizia - Il più grande amore (1956) di Mario Camerini.
Nel 1952 interpretò Anita Garibaldi nel film Camicie rosse (Anita Garibaldi), affiancata da Raf Vallone e diretta dall'ex marito Goffredo Alessandrini con cui si scontrò molto aspramente, tanto che quest'ultimo abbandonò il set prima della fine delle riprese (portate a termine dall'aiuto regista, l'allora esordiente Francesco Rosi). 
Nello stesso anno recitò in La carrozza d'oro di Jean Renoir, primo film europeo girato in technicolor. 
Nel 1953, interpretando se stessa, venne nuovamente diretta da Visconti nel quinto episodio della pellicola Siamo donne.
Nella sua villa al Circeo accoglieva spesso un ristretto gruppo di amici, tra cui Marisa Merlini, Elsa De Giorgi, Franco Monicelli, Alberto Sordi, Ave Ninchi e Suso Cecchi D'Amico.

### L'Oscar e il prosieguo della carriera

Anna Magnani con l'Oscar vinto nel 1956

Il 21 marzo 1956 fu la prima interprete italiana nella storia degli Academy Awards a vincere il premio Oscar come migliore attrice protagonista, e la prima in assoluto di madrelingua non inglese, conferitole per l'interpretazione di Serafina Delle Rose nel film La rosa tatuata (1955), con Burt Lancaster e la regia di Daniel Mann, che la trattenne negli Stati Uniti per cinque mesi, durante i quali divenne amica in particolar modo di dive come Marylin Monroe, Bette Davis e del drammaturgo Tennessee Williams. Per lo stesso ruolo vinse anche un BAFTA quale attrice internazionale dell'anno e il Golden Globe per la migliore attrice in un film drammatico. La Magnani, però, non presenziò alla cerimonia: l'Oscar venne ritirato dalla collega Marisa Pavan, candidata al premio come migliore attrice non protagonista per lo stesso film. Quando un giornalista statunitense le annunciò che aveva vinto l'Oscar, la Magnani rimase in silenzio per poi esclamare: "Magnani is happy!".
Un altro riconoscimento internazionale, quello per la miglior attrice al Festival di Berlino, le venne conferito nel 1958 per l'interpretazione in Selvaggio è il vento (1957) di George Cukor, in cui fu affiancata da Anthony Quinn e Anthony Franciosa. Per lo stesso ruolo, sempre nel 1958, vinse anche il primo David di Donatello come migliore attrice e fu candidata per la seconda volta al premio Oscar che venne poi assegnato a Joanne Woodward per La donna dai tre volti (1957) di Nunnally Johnson. 
Nel 1959 vinse il secondo David di Donatello per il film Nella città l'inferno (1958) di Renato Castellani, interpretato con Giulietta Masina: la pellicola, piuttosto inusuale nel panorama cinematografico italiano di allora, è ambientata in un carcere femminile. 
Nel 1960 tornò a Hollywood per l'ultima volta, per recitare accanto a Marlon Brando e Joanne Woodward nel film Pelle di serpente di Sidney Lumet, nel quale affrontò un personaggio tragico scritto apposta per lei da Tennessee Williams.

La casa di Anna Magnani a Roma, un appartamento nel palazzo Altieri di via degli Astalli 19

Nel 1960, nonostante un primo interessamento, non divenne la protagonista de La ciociara: il film, la cui regia fu inizialmente affidata a George Cukor, avrebbe dovuto vederla nella parte di Cesira, mentre Sophia Loren era stata già scritturata per la parte della figlia Rosetta. La Magnani finì per rifiutare il ruolo perché si considerava troppo matura per quel personaggio e non voleva interpretare la madre di Sophia Loren, così fu la stessa Loren, invecchiata con il trucco, ad interpretare la parte di Cesira (che le fruttò l'Oscar nel 1962), mentre il ruolo di Rosetta venne assegnato all'adolescente italo-americana Eleonora Brown. Senza la presenza della Magnani, Cukor decise di ritirarsi dalla produzione e venne sostituito da Vittorio De Sica. 

Sfumato il progetto, nello stesso anno affiancò Totò e Ben Gazzara nella commedia Risate di gioia di Mario Monicelli, film che doveva anche rilanciare l'attrice nel cinema italiano dopo la parentesi americana, ma che non ebbe successo.

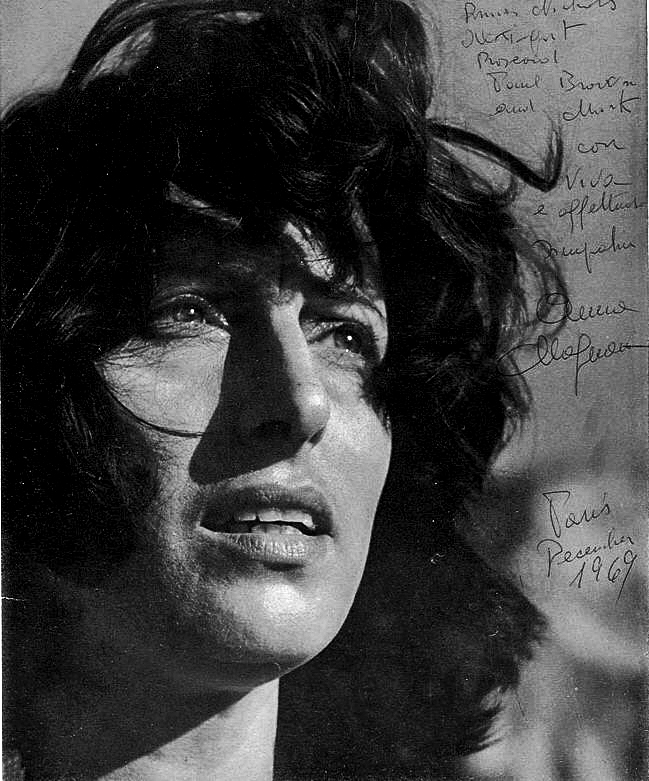
Anna Magnani nel 1969

Nel 1962 fu la protagonista di Mamma Roma di Pier Paolo Pasolini, regista con il quale instaurò un rapporto conflittuale. Pasolini, dopo l'esordio del 1961 con Accattone, cercò in ogni modo di lavorare con la grande attrice, ormai sempre più selettiva nello scegliere i propri ruoli. La Magnani accettò, ma entrambi rimasero insoddisfatti dal risultato ottenuto. Lei disse "Pasolini mi ha usata", mentre lui sosteneva che lei era stata "troppo borghese". In ogni caso, nonostante le loro incomprensioni sul set, che comunque non andarono mai ad intaccare la stima reciproca, il film ottenne un grande successo di pubblico e di critica soprattutto in Francia, mentre in Italia al grande successo di critica seguirono incassi deludenti.
Superati i cinquant'anni, non rivalutata dal grande pubblico con i film di Monicelli e Pasolini e non convinta dalle parti che le venivano allora offerte in Italia, nonostante l'indiscusso successo internazionale, nel 1963 si recò in Francia per recitare nella commedia La pila della Peppa di Claude Autant-Lara, insieme a Bourvil e Pierre Brasseur, che però ebbe una difficile gestazione e scarso successo. Secondo i ricordi di Caterina D'Amico, figlia della sceneggiatrice Suso, tra i ruoli non più da protagonista e da lei rifiutati vi fu anche quello di una domestica, poi affidato a Thelma Ritter, nella commedia Boeing Boeing (1965) di John Rich. 
Dopo essere apparsa nel 1965 in La Famiglia, uno degli episodi di Made in Italy di Nanni Loy, prese parte al suo ultimo film hollywoodiano, girato in Italia, Il segreto di Santa Vittoria (1969) di Stanley Kramer, nel quale recitò al fianco di Anthony Quinn, suo partner già nel 1957, Virna Lisi, Hardy Krüger, Giancarlo Giannini e Renato Rascel. Per questo ruolo ottenne una candidatura come migliore attrice al Golden Globe, mentre la pellicola si aggiudicò lo stesso premio come miglior film commedia o musicale. 
Nel 1965 tornò in teatro con La lupa di Giovanni Verga, per la regia di Franco Zeffirelli, e nel 1966 con Medea di Jean Anouilh, diretta da Gian Carlo Menotti. Sempre nel 1965 rilasciò una delle sue rare interviste televisive, in cui parlò apertamente della propria personalità, della sua professione e del difficile rapporto con il cinema di allora.

### Televisione

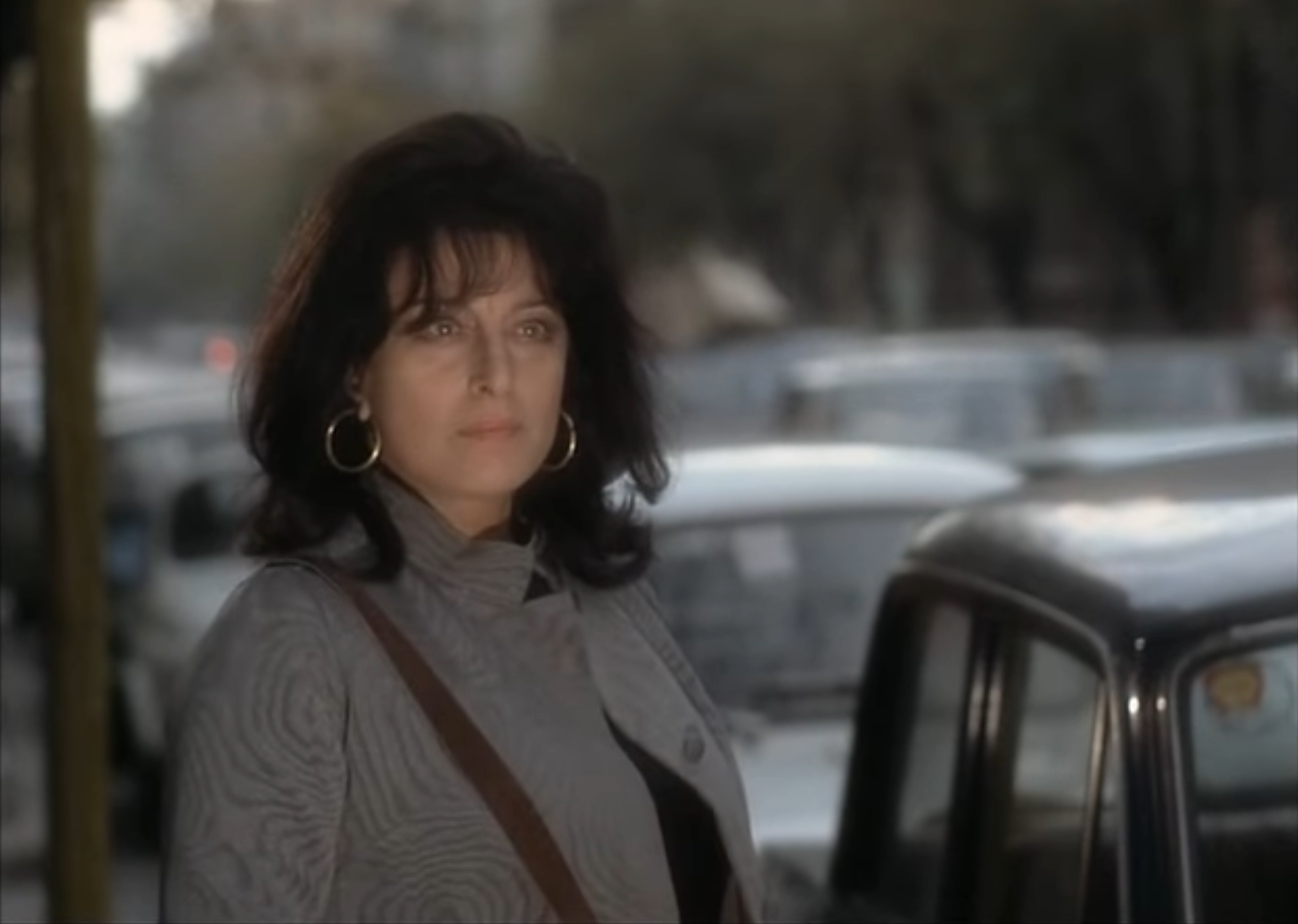
Anna Magnani nell'episodio L'automobile in Tre donne (1971)

Già segnata dal tumore al pancreas che l'aveva colpita, nel 1971 si cimentò per la prima volta con la televisione. 
Con la regia di Alfredo Giannetti interpretò un ciclo di tre mini-film piuttosto diversificati, sotto il titolo di Tre donne: La sciantosa, 1943: Un incontro e L'automobile, forse l'episodio più riuscito e la cui colonna sonora originale venne composta da Ennio Morricone e diretta da Bruno Nicolai. Giannetti diresse poi la Magnani in una quarta pellicola, Correva l'anno di grazia 1870. In questi film suoi partner furono Massimo Ranieri, Vittorio Caprioli, Enrico Maria Salerno e Marcello Mastroianni. Di questi quattro film, i primi tre furono trasmessi sul Programma Nazionale (l'odierna Rai 1) in prima serata tra il 26 settembre e il 10 ottobre 1971. Il quarto, Correva l'anno di grazia 1870, fu invece inizialmente destinato al circuito cinematografico e solo successivamente fu trasmessa la versione televisiva (più lunga rispetto a quella distribuita nei cinema) sul Secondo Programma (l'attuale Rai 2) con il titolo 1870. Per la stampa ci fu una proiezione della versione televisiva in anteprima a Roma, nella sede Rai di viale Mazzini, ma l'attrice non partecipò alla presentazione perché già molto malata. Morì infatti poche ore prima della trasmissione, prevista, per una dolorosa coincidenza, proprio la sera del 26 settembre 1973.

### Ultimi anni e morte
Al 1972 risale la sua ultima apparizione cinematografica, in un cameo fortemente voluto da Federico Fellini per il film Roma. Di notte, una dolente Anna Magnani attraversa i vicoli di una Roma silenziosa e deserta per rientrare a casa e risponde a Fellini con un tono di sorpresa, lo congeda velocemente e, sorridendo, chiude il portone davanti alla macchina da presa: così l'attrice conclude la sua lunga carriera cinematografica. La sua battuta finale, recitata in romanesco, fu: «No, nun me fido. Ciao. Buonanotte!». 
La sua ultima apparizione in un evento pubblico risale a una prima teatrale a Roma all'inizio dell'estate del 1973.
Morì nella clinica Mater Dei di Roma il 26 settembre 1973, a 65 anni, a causa dell'aggravarsi della malattia, assistita dal figlio Luca e da Roberto Rossellini, al quale si era riavvicinata e che si occupò personalmente delle esequie nella basilica di Santa Maria Sopra Minerva a cui parteciparono migliaia di persone. 
Dopo una prima sepoltura nel cimitero del Verano di Roma, per volontà del figlio Luca nel 1988 la salma fu traslata nella cappella di famiglia presso il cimitero di San Felice Circeo, non lontano dalla villa dell’attrice.

## Tributi
(Meryl Streep)

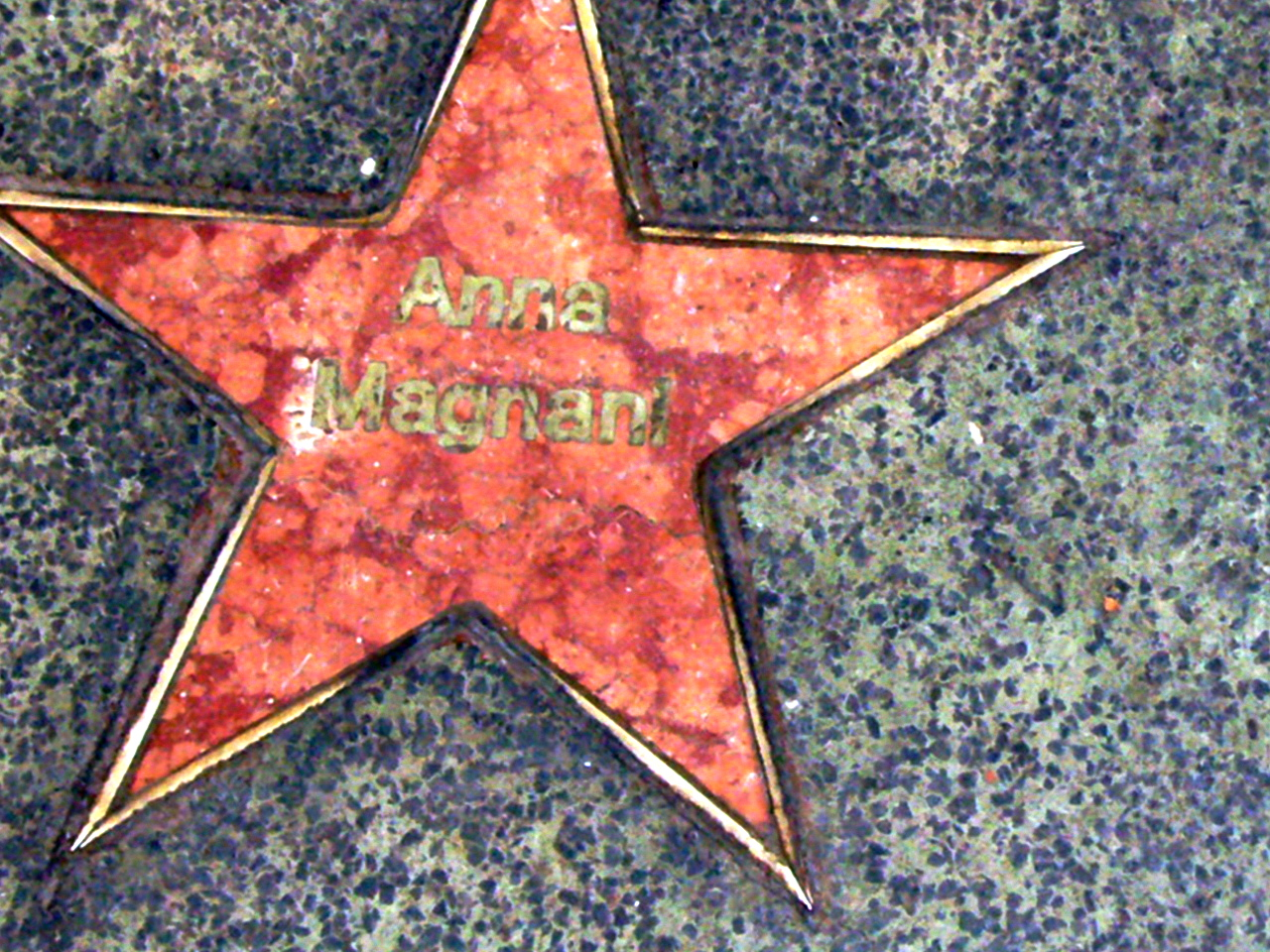
La stella dedicata ad Anna Magnani all'esterno di Cinecittà

Secondo il critico cinematografico francese Jean Gili, a bordo del Vostok 1, il 12 aprile 1961, Jurij Gagarin avrebbe mandato questo messaggio: "Saluto la fraternità degli uomini, il mondo delle arti, e Anna Magnani". Tuttavia, le trascrizioni ufficiali della missione desecretate nel 1991 non fanno menzione né dell'attrice né al resto della frase.
Jean Renoir scrisse: "La Magnani è la quintessenza dell'Italia, e anche la personificazione più completa del teatro, del vero teatro con scenari di cartapesta una bugia fumosa e degli stracci dorati, dovevo logicamente rifugiarmi nella commedia dell'arte e prendere con me in questo bagno la Magnani, le sono grato per aver simboleggiato nel mio film tutte le altre attrici del mondo".
A pochi giorni dal suo arrivo negli Stati Uniti d'America la stampa dichiarò: "In confronto a lei le nostre attrici sono manichini di cera paragonate ad un essere umano". Il Time scrisse: "Divina, semplicemente divina".
Dopo le riprese del film Mamma Roma, Pier Paolo Pasolini commentò così la loro collaborazione: "Anna è romantica, vede la figura nel paesaggio, è come Pierre-Auguste Renoir, io invece sono sulla strada del Masaccio".
Dopo la sua morte, tante le iniziative in Italia e all'estero per ricordare Anna Magnani. Tra le più rilevanti, quella nel 2002 al Museum of Modern Art di New York che le rese omaggio dedicandole una retrospettiva con la proiezione di 14 suoi film.
Gianni Togni le ha dedicato Nannarè, contrazione romanesca del soprannome Nannarella, contenuta nell'album Bersaglio Mobile del 1988, così come Pino Daniele con Anna verrà, inserita nel disco Mascalzone latino del 1989; nel 1990 Irene Fargo per il suo album di debutto incide Nannarella e Carmen Consoli scrive una canzone intitolata Anna Magnani, cantata da Adriano Celentano, della quale si trovano in rete versioni interpretate anche dalla stessa autrice.
Eduardo De Filippo dedica all'attrice un'intensa poesia a pochi mesi dalla sua scomparsa:
"Confusi con la pioggia
sul selciato,
sono caduti
gli occhi che vedevano
gli occhi di Nannarella che seguivano
le camminate lente
sfiduciate
ogni passo perduto
della povera gente.
Tutti i selciati di Roma
hanno strillato.
Le pietre del mondo
li hanno uditi".
Paola Turci nell'album Il secondo cuore del 2017, le dedica il brano di chiusura "Ma dimme te" con strofe che sintetizzano in maniera indelebile l'ardore e la passione nell'amare dell'attrice.
Le è stato dedicato un cratere di 26 km di diametro sul pianeta Venere.
Tennessee Williams scrisse: "ma Anna è diversa da tutte. È una creatura incredibile, metà femmina e metà maschio. La sua anima è un tutt'uno con il suo utero, materno e possessivo alla stessa stregua. Una volta che ti ha generato è pronta a fagocitarti. Di virile ha la cocciutaggine e la permalosità".
Silvano Castellabeppe scrisse: «La Magnani è immensa. Attrice sensibile, intelligentissima. E non venitemi a parlare di volgarità. La Magnani va collocata, studiata e criticata sul piano del romanesco. Allora si vedrà che, nella sua virulenza plebea, l'attrice deriva proprio dalla tradizione popolare più pura e quindi più nobile. Giovacchino Belli scenderebbe dal suo piedistallo e s'inchinerebbe, con la tuba in mano davanti a lei. C'è un momento nel film in cui il "vammoriammazzato!" di Anna Magnani, rivolta a un tedesco, toglie il respiro e rimane nell'aria, tragicamente come una condanna definitiva». Era “la donna più misteriosa e più chiara che la mitologia del cinematografo abbia inventato, (...) una donna di carattere”, scriveva sull'Europeo Oriana Fallaci.
Federico Fellini disse: "Anna Magnani ha incarnato la figura femminile che ha dato agli italiani un motivo d'orgoglio."
Indro Montanelli scrisse: "Io la ringrazio soprattutto di esistere. Nessuna creatura mi ha mai dato tanto, e così generosamente, quando da. Per fortuna non se ne accorge e non esige impossibili restituzioni."
Giuseppe Ungaretti scrisse: "Ti ho sentito gridare Francesco dietro un camion e non ti ho più dimenticato".
Marisa Merlini in un'intervista: "Ci aveva dei periodi di dolcezza, di infinita dolcezza e dei periodi in cui era arrabbiata che apriti cielo! Non le risparmiava a nessuno! Quando doveva dire, lei ammazzava con le parole in un modo stupendo".
Franco Zeffirelli scrisse: "Era l'incapacità di realizzarsi come donna nella vita che le dava questo assatanamento, e che le permetteva perciò di realizzarsi su un altro piano. E infatti lei ha cercato di prendere le sue vendette nel lavoro. E c'è riuscita. Ma ha pagato tutto questo duramente. Il lavoro le ha sottratto la vita. Anna poi era una donna fragile, debole, piena di dubbi e di incertezze. Avrebbe avuto bisogno di un uomo che si imponesse e la sottomettesse. Ma lei era anche, ormai, Anna Magnani e come si fa a imporsi a un personaggio del genere? Insomma era due donne diverse e gli uomini di fronte a questo enigma, a questo Giano bifronte sbarellano, non reggono. In fondo il dramma di tutta la vita di Anna sta proprio lì. La cosa più vera, più sincera, più commovente, Anna me la disse tre anni fa in una delle sue tante confessioni notturne, mi disse: «Io sono una stronza, io dovevo nascere contadina nell'agro romano, fare tredici figli, sì, scodellare figli a mio marito e ogni volta che aprivo bocca quello mi riempiva la faccia di schiaffi. Questo era il personaggio mio, per essere vera con la mia natura. E dovevo far così. Invece mi son messa a far l'attrice, sono diventata Anna Magnani e sono stata un'infelice per sempre»".
 Antonello Trombadori la ricorda così: “Il romanesco era per lei un modo di comunicare con il pubblico. Casomai Anna Magnani era un'intellettuale mancata, non era un'attrice popolaresca ma un'attrice che mirava a essere estremamente funzionale e intellettuale. Non era un'istintiva, ma meditata e pensata. Più di quello che si possa credere. L'istinto e l'impulso a comunicare non vengono in lei abbandonati a se stessi ma sorvegliati e indirizzati. Per cui i suoi personaggi non sono il suo punto di partenza, ma un modo di essere dentro ciò che è popolaresco”.
Il 25 ottobre 2019 le è stato dedicato un busto in via della Pelliccia nel rione Trastevere a Roma. Sotto il busto una targa con la scritta "A Mamma Roma". L'opera è stata in seguito vandalizzata e, dopo il recupero del busto è stata rimessa al suo posto.
Nel 2023, a cinquant'anni dalla morte, la storica rivista "Bianco e nero" del Centro Sperimentale di Cinematografia, le dedica un numero monografico a cura di Chiara Ricci con la direzione di Alberto Crespi.

## Filmografia

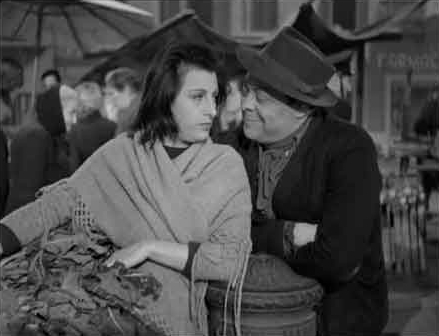
Anna Magnani con Aldo Fabrizi nel film Campo de' fiori (1943)

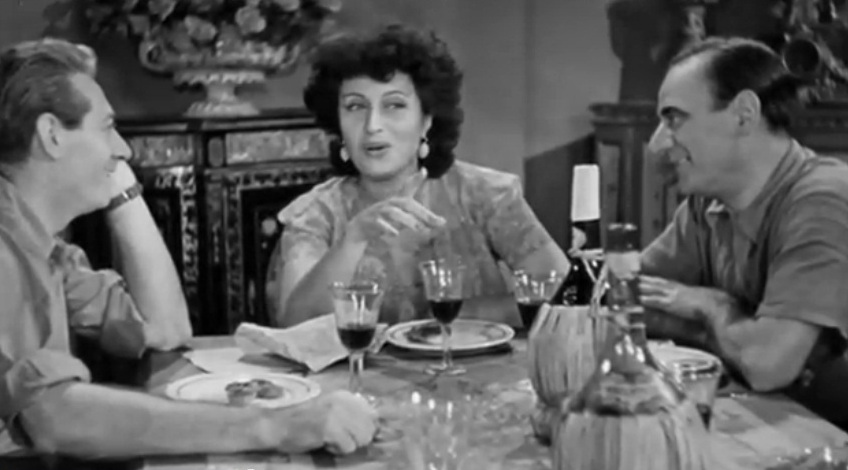
Anna Magnani con Nino Besozzi (a sinistra) e Virgilio Riento (a destra) in Abbasso la miseria! (1945)

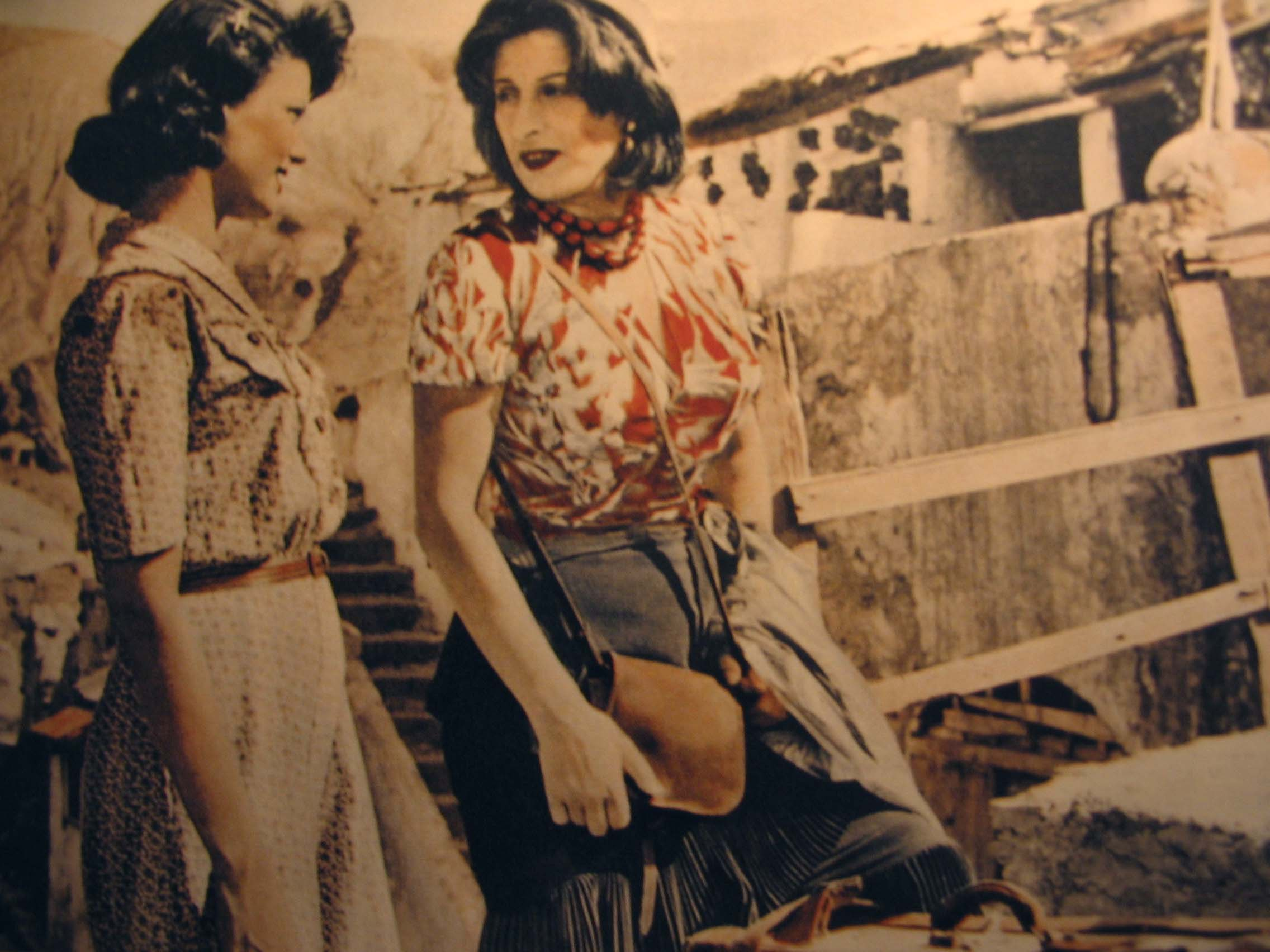
Anna Magnani con Geraldine Brooks nella locandina del film Vulcano (1950)

Anna Magnani con Tina Apicella nel film Bellissima (1951)

Anna Magnani con Totò nel loro unico film girato insieme, Risate di gioia (1960)

Anna Magnani nel film Mamma Roma (1962)

### Cinema
- La cieca di Sorrento, regia di Nunzio Malasomma (1934)
- Tempo massimo, regia di Mario Mattoli (1934)
- Quei due, regia di Gennaro Righelli (1935)
- Cavalleria, regia di Goffredo Alessandrini (1936)
- 30 secondi d'amore, regia di Mario Bonnard (1936)
- La principessa Tarakanova, regia di Mario Soldati (1938)
- Una lampada alla finestra, regia di Gino Talamo (1940)
- La fuggitiva, regia di Piero Ballerini (1941)
- Teresa Venerdì, regia di Vittorio De Sica (1941)
- Finalmente soli, regia di Giacomo Gentilomo (1942)
- La fortuna viene dal cielo, regia di Ákos Ráthonyi (1942)
- L'avventura di Annabella, regia di Leo Menardi (1943)
- La vita è bella, regia di Carlo Ludovico Bragaglia (1943)
- Campo de' fiori, regia di Mario Bonnard (1943)
- L'ultima carrozzella, regia di Mario Mattoli (1943)
- Il fiore sotto gli occhi, regia di Guido Brignone (1944)
- Quartetto pazzo, regia di Guido Salvini (1945)
- Roma città aperta, regia di Roberto Rossellini (1945)
- Abbasso la miseria!, regia di Gennaro Righelli (1945)
- Un uomo ritorna, regia di Max Neufeld (1946)
- Il bandito, regia di Alberto Lattuada (1946)
- Avanti a lui tremava tutta Roma, regia di Carmine Gallone (1946)
- Abbasso la ricchezza!, regia di Gennaro Righelli (1946)
- Lo sconosciuto di San Marino, regia di Michał Waszyński (1946)
- L'onorevole Angelina, regia di Luigi Zampa (1947)
- Assunta Spina, regia di Mario Mattoli (1948)
- L'amore, regia di Roberto Rossellini (1948)
- Molti sogni per le strade, regia di Mario Camerini (1948)
- Vulcano, regia di William Dieterle (1950)
- Bellissima, regia di Luchino Visconti (1951)
- Camicie rosse (Anita Garibaldi), regia di Goffredo Alessandrini (1952)
- La carrozza d'oro (Le carrosse d'or), regia di Jean Renoir (1952)
- Siamo donne, regia di Luchino Visconti (V episodio) (1953)
- Carosello del varietà, regia di Aldo Quinti e Aldo Bonaldi (1955)
- La rosa tatuata (The Rose Tattoo), regia di Daniel Mann (1955)
- Suor Letizia - Il più grande amore, regia di Mario Camerini (1956)
- Selvaggio è il vento (Wild is the wind), regia di George Cukor (1957)
- Nella città l'inferno, regia di Renato Castellani (1959)
- Pelle di serpente (The Fugitive Kind), regia di Sidney Lumet (1960)
- Risate di gioia, regia di Mario Monicelli (1960)
- Mamma Roma, regia di Pier Paolo Pasolini (1962)
- La pila della Peppa (Le magot de Josefa), regia di Claude Autant-Lara (1963)
- La famiglia, episodio di Made in Italy, regia di Nanni Loy (1965)
- Il segreto di Santa Vittoria (The secret of Santa Vittoria), regia di Stanley Kramer (1969)
- Correva l'anno di grazia 1870, regia di Alfredo Giannetti (1972)
- Roma, regia di Federico Fellini (1972)

### Televisione
- Tre donne, regia di Alfredo Giannetti – miniserie TV (1971)

## Teatro
Si riporta data e luogo della prima
- Il più felice dei tre di Eugène Labiche e Edmond Gobinet, direzione artistica di Dario Niccodemi e Ruggero Lupi. Compagnia drammatica Italiana, Teatro Valle di Roma, (23 maggio 1929)
- Laboremus di Sabatino Lopez, direzione artistica di Dario Niccodemi e Ruggero Lupi. Compagnia drammatica Italiana, Teatro Olimpia di Milano, (9 agosto 1929)
- Triangoli di Dino Falconi e Oreste Biancoli, direzione artistica di Dario Niccodemi e Ruggero Lupi. Compagnia drammatica Italiana, Teatro Manzoni di Milano, (18 gennaio 1930)
- La donna in vetrina di Luigi Antonelli, direzione artistica di Dario Niccodemi e Ruggero Lupi. Compagnia drammatica Italiana, Teatro Argentina di Roma, (26 maggio 1930)
- Un uomo, una donna, un milione di Giuseppe Bevilacqua, direzione artistica di Nera Grossi Carini. Compagnia del teatro Arcimboldi, Teatro degli Arcimboldi di Milano, (5 dicembre 1930)
- Confidenza di Alessandro Greppi, direzione artistica di Nera Grossi Carini. Compagnia del teatro Arcimboldi, Teatro Arcimboldi di Milano, (8 dicembre 1930)
- Affari d'America di Frank e Hirschfeld, direzione artistica di Nera Grossi Carini. Compagnia del teatro Arcimboldi, Teatro Arcimboldi di Milano, (17 dicembre 1930)
- Luciano 1930 di Leonida Répaci, direzione artistica di Nera Grossi Carini. Compagnia del teatro Arcimboldi, Teatro Arcimboldi di Milano, (30 dicembre 1930)
- Facciamo due chiacchiere di Dino Falconi e Oreste Biancoli, direzione artistica di Gero Zambuto. Compagnia del teatro Arcimboldi, Teatro Arcimboldi di Milano, (6 febbraio 1931)
- I documenti del console Touquet di Giulio Cesare Gallia, direzione artistica di Gero Zambuto. Compagnia del teatro Arcimboldi, Teatro Arcimboldi di Milano, (7 aprile 1931)

- Paggio Fernando di Mura, direzione artistica di Gero Zambuto. Compagnia del teatro Arcimboldi, Teatro Arcimboldi di Milano, (11 aprile 1931)
- La fiera lampionaria di Pietro Mazzuccato, direzione artistica di Gero Zambuto. Compagnia del teatro Arcimboldi, Teatro Arcimboldi di Milano, (18 aprile 1931)
- 800-900-1000 di Carlo Veneziani, direzione artistica di Carlo Veneziani. Compagnia Fontana, Teatro Odeon di Milano, (21 luglio 1931)
- Un uomo che ispira fiducia di Paul Armont, direzione artistica di Antonio Gandusio e Luigi Almirante. Compagnia Gandusio-Almirante, Teatro Carignano di Torino, (20 ottobre 1931)
- Bourrachon di Laurent Doillet, direzione artistica di Antonio Gandusio e Luigi Almirante. Compagnia Gandusio-Almirante, Teatro Carignano di Torino, (30 ottobre 1931)
- Tifo! di Celso Maria Poncini e Roberto Biscaretti, direzione artistica di Antonio Gandusio e Luigi Almirante. Compagnia Gandusio-Almirante, Politeama Chiarella di Torino, (18 maggio 1932)
- L'amore canta di Jacques Bousquet, Alessandro De Stefani e Henri Falk, direzione artistica di Antonio Gandusio e Luigi Almirante. Compagnia Gandusio-Almirante, Teatro Barberini di Roma, (11 luglio 1932)
- Amore mascherato di Sacha Guitry, direzione artistica Aristide Baghetti ed Ermete Liberati. Compagnia di spettacoli comici e musicali Baghetti-Liberati, Teatro Argentina di Roma, (15 ottobre 1932)
- Il profumo di mia moglie di Leon Lenz, direzione artistica Aristide Baghetti ed Ermete Liberati. Compagnia di spettacoli comici e musicali Baghetti-Liberati, Teatro Argentina di Roma, (17 ottobre 1932)
- L'uomo del piacere di Paul Géraldy e Robert Spitzer, direzione artistica Aristide Baghetti ed Ermete Liberati. Compagnia di spettacoli comici e musicali Baghetti-Liberati, Teatro Argentina di Roma, (19 ottobre 1932)
- Il primo letto di Andrea Bisson, direzione artistica Aristide Baghetti ed Ermete Liberati. Compagnia di spettacoli comici e musicali Baghetti-Liberati, Teatro Argentina di Roma, (20 ottobre 1932)
- Bourrachon di Laurent Doillet, direzione artistica Aristide Baghetti ed Ermete Liberati. Compagnia di spettacoli comici e musicali Baghetti-Liberati, Teatro Argentina di Roma, (22 ottobre 1932)
- Baciatemi di Tristan Bernard, Yves Mirande e Gustave Quinson, direzione artistica Aristide Baghetti ed Ermete Liberati. Compagnia di spettacoli comici e musicali Baghetti-Liberati, Teatro Argentina di Roma, (23 ottobre 1932)
- L'acquolina in bocca di Pares, Veber e Von Paris, direzione artistica Aristide Baghetti ed Ermete Liberati. Compagnia di spettacoli comici e musicali Baghetti-Liberati, Teatro Argentina di Roma, (25 ottobre 1932)
- Jim la Houlette re dei ladri di Jean Guitton, direzione artistica Aristide Baghetti ed Ermete Liberati. Compagnia di spettacoli comici e musicali Baghetti-Liberati, Teatro Argentina di Roma, (30 ottobre 1932)
- Casanova, non sei più tu! di Egeo Carcavallo, direzione artistica Gero Zambuto. Compagnia Spettacoli Eliseo, Teatro Eliseo di Roma, (7 marzo 1935)
- Gangster del mio cuore di Giovanni Manca, direzione artistica Gero Zambuto. Compagnia Spettacoli Eliseo, Teatro Eliseo di Roma, (27 marzo 1935)
- I milioni di Michele Galdieri e Arturo Milone, direzione artistica di Michele Galdieri. Compagnia Spettacoli Eliseo, Teatro Eliseo di Roma, (12 maggio 1935)
- La foresta pietrificata di Robert Emmet Sherwood, regia di Anton Giulio Bragaglia. Compagnia del teatro delle Arti, Teatro delle Arti di Roma, (2 marzo 1938)
- Nessuno ha visto di Anthony Armstrong e Henry Simpson, direzione artistica Annibale Betrone. Compagnia Spettacoli Elle Betrone-Magnani, Teatro Eliseo di Roma, (22 luglio 1938)
- Il sorprendente dottor Klitter di Barré Lyndon, direzione artistica Annibale Betrone. Compagnia Spettacoli Elle Betrone-Magnani, Teatro Eliseo di Roma, (26 luglio 1938)
- Metropoli di Alessandro De Stefani, direzione artistica Annibale Betrone. Compagnia Spettacoli Elle Betrone-Magnani, Teatro Eliseo di Roma, (4 agosto 1938)

Anna Magnani a teatro con Totò e Mario Castellani nella rivista Volumineide (1942)

- Palcoscenico di Geoffry G. Ames, direzione artistica Annibale Betrone. Compagnia Spettacoli Elle Betrone-Magnani, Teatro Eliseo di Roma, (18 agosto 1938)
- La mascherata di San Silvestro di Andrea dello Siesto, direzione artistica Annibale Betrone. Compagnia Spettacoli Elle Betrone-Magnani, Teatro Eliseo di Roma, (22 agosto 1938)
- Anna Christie di Eugene O'Neill, regia di Anton Giulio Bragaglia. Compagnia del teatro delle Arti, Teatro delle Arti di Roma, (28 maggio 1939)
- Quando meno te l'aspetti di Michele Galdieri, direzione artistica Michele Galdieri. Compagnia delle grandi riviste Totò di Remigio Paone, Teatro Quattro Fontane di Roma (25 dicembre 1940)
- Volumineide di Michele Galdieri, regia Michele Galdieri. Compagnia Totò-Magnani, Teatro Lirico di Milano (3 febbraio 1942)
- Che ti sei messo in testa? di Michele Galdieri, regia Michele Galdieri. Compagnia Totò-Magnani, Teatro Valle di Roma (5 febbraio 1944)
- Con un palmo di naso di Michele Galdieri, regia Michele Galdieri. Compagnia Totò-Magnani, Teatro Valle di Roma (26 giugno 1944)
- Cantachiaro di Franco Monicell, Italo De Tuddo, Pietro Garinei, Sandro Giovannini, Compagnia Magnani-Ninchi, regia di Oreste Biancoli (Teatro Quattro Fontane di Roma 1º settembre 1944)
- Carmen di Prosper Mérimée, regia di Gherardo Gherardi. Compagnia Magnani-Ninchi, Teatro Quirino di Roma (15 novembre 1944)
- Jegor Bulycov e gli altri di Maksim Gor'kij, regia di Vito Pandolfi. Compagnia Magnani-Ninchi, Teatro Quirino di Roma (28 novembre 1944)
- Così per gioco di Armand Salacrou, direzione artistica di Carlo Ninchi. Compagnia Magnani-Ninchi, Teatro Quirino di Roma (6 dicembre 1944)
- Scampolo di Dario Niccodemi. Compagnia Magnani-Ninchi, Teatro Quirino di Roma (15 dicembre 1944)
- Soffia so'... di Pietro Garinei e Sandro Giovannini, regia di Mario Mattoli, Compagnia Za-Bum (Teatro Quattro Fontane di Roma,13 gennaio 1945)
- Cantachiaro n.2 di Italo De Tuddo, Pietro Garinei, Sandro Giovannini, Franco Monicelli, Compagnia Magnani-Ninchi, regia Oreste Biancoli (Teatro Quattro Fontane di Roma, 17 maggio 1945)
- Maya di Simon Gantillon, regia Orazio Costa, Teatro Eliseo (24 novembre 1945)
- Scampolo di Dario Niccodemi. Compagnia Anna Magnani, Teatro Quirino di Roma (15 dicembre 1944)
- Anna Christie di Eugene O'Neill, regia di Orazio Costa. Compagnia Anna Magnani, Teatro Eliseo di Roma (14 dicembre 1945)
- Sono le dieci e tutto va bene di Pietro Garinei, Sandro Giovannini e Marcello Marchesi, regia Mario Mattoli. Compagnia Za-Bum, Teatro Quattro Fontane (11 marzo 1946)
- Chi è di scena? di Michele Galdieri, regia di Michele Galdieri. Compagnia Anna Magnani, Teatro del Casinò di San Remo (21 dicembre 1953)
- La lupa di Giovanni Verga, regia di Franco Zeffirelli. Teatro della Pergola di Firenze (24 maggio 1965)
- Medea di Jean Anouilh, regia di Gian Carlo Menotti. Compagnia Cisan, Teatro Quirino di Roma (24 dicembre 1966)

## Prosa radiofonica Rai
- Pigmalione, commedia di G.B.Shaw, regia di Guglielmo Morandi, trasmessa il 4 febbraio 1947

## Doppiaggio
- Joan Crawford in Pioggia

## Riconoscimenti
- Premio Oscar

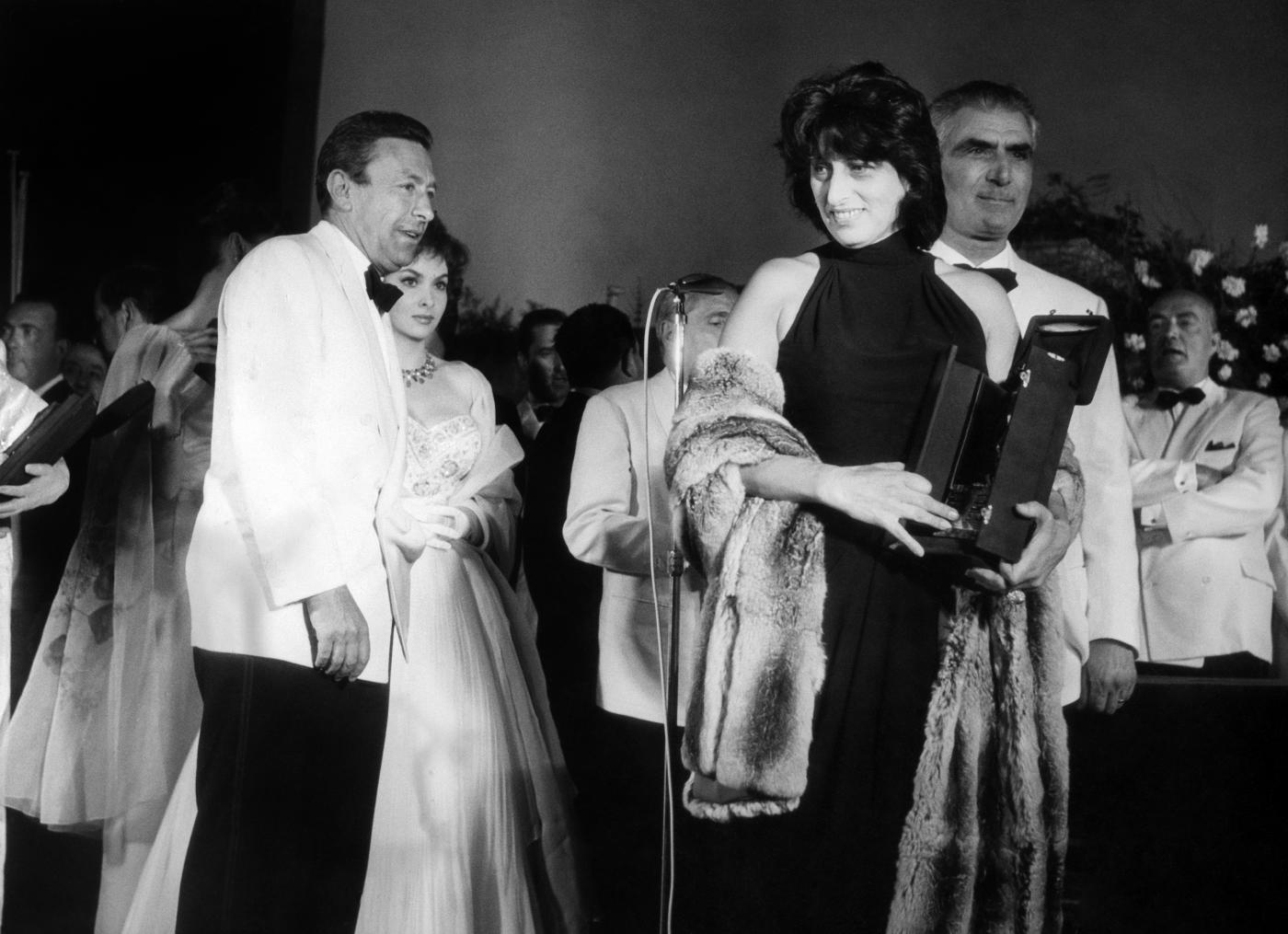
Anna Magnani riceve il David di Donatello nel 1958 per la sua interpretazione in Selvaggio è il vento

  - 1956 – Migliore attrice protagonista per La rosa tatuata
  - 1958 – Candidatura alla migliore attrice protagonista per Selvaggio è il vento
- Golden Globe
  - 1956 – Migliore attrice in un film drammatico per La rosa tatuata
  - 1958 – Candidatura alla miglior attrice in un film drammatico per Selvaggio è il vento
  - 1970 – Candidatura alla migliore attrice in un film commedia o musicale per Il segreto di Santa Vittoria
- British Academy Film Awards
  - 1957 – Migliore attrice protagonista internazionale per La rosa tatuata
  - 1959 – Candidatura alla migliore attrice protagonista internazionale per Selvaggio è il vento
- David di Donatello
  - 1958 – Migliore attrice protagonista per Selvaggio è il vento
  - 1959 – Migliore attrice protagonista per Nella città l'inferno
- Festival di Berlino
  - 1958 – Orso d'argento per Selvaggio è il vento
- Globo d'oro
  - 1973 – Migliore attrice per Correva l'anno di grazia 1870
- Grolla d'oro
  - 1956 – Menzione Speciale per La rosa tatuata
  - 1959 – Miglior attrice per Nella città l'inferno
- Hollywood Walk of Fame
  - 1960 – Stella
- Jussi
  - 1953 – Miglior attrice straniera per Vulcano
- Mostra Internazionale d'Arte Cinematografica
  - 1947 – Coppa Volpi per la migliore interpretazione femminile per L'onorevole Angelina
  - 1956 – Menzione Speciale per Suor Letizia - Il più grande amore
  - 1962 – Miglior attrice per Mamma Roma
- Nastro d'argento
  - 1946 – Migliore attrice non protagonista per Roma città aperta
  - 1948 – Migliore attrice protagonista per L'onorevole Angelina
  - 1949 – Migliore attrice protagonista per L'amore
  - 1952 – Migliore attrice protagonista per Bellissima
  - 1957 – Migliore attrice protagonista per Suor Letizia - Il più grande amore
  - 1960 – Candidatura alla migliore attrice protagonista per Nella città l'inferno
  - 1966 – Candidatura alla migliore attrice non protagonista per Made in Italy
- National Board of Review Awards
  - 1946 – Migliore attrice protagonista per Roma città aperta
  - 1955 – Migliore attrice protagonista per La rosa tatuata
- New York Film Critics Circle Awards
  - 1955 – Miglior attrice protagonista per La rosa tatuata
- Sant Jordi
  - 1961 – Miglior attrice straniera per Nella città l'inferno

## Doppiatrici italiane
- Tina Lattanzi in Finalmente soli, Quartetto pazzo
- Marcella Rovena in La principessa Tarakanova
- Elisabetta Barbato in Avanti a lui tremava tutta Roma (canto)

## Discografia
- 1989 – Le canzoni di Anna Magnani (CGD 2292 46344-2) (Fonit Cetra  2292 46344-2 ) postumo